# Dim Mak

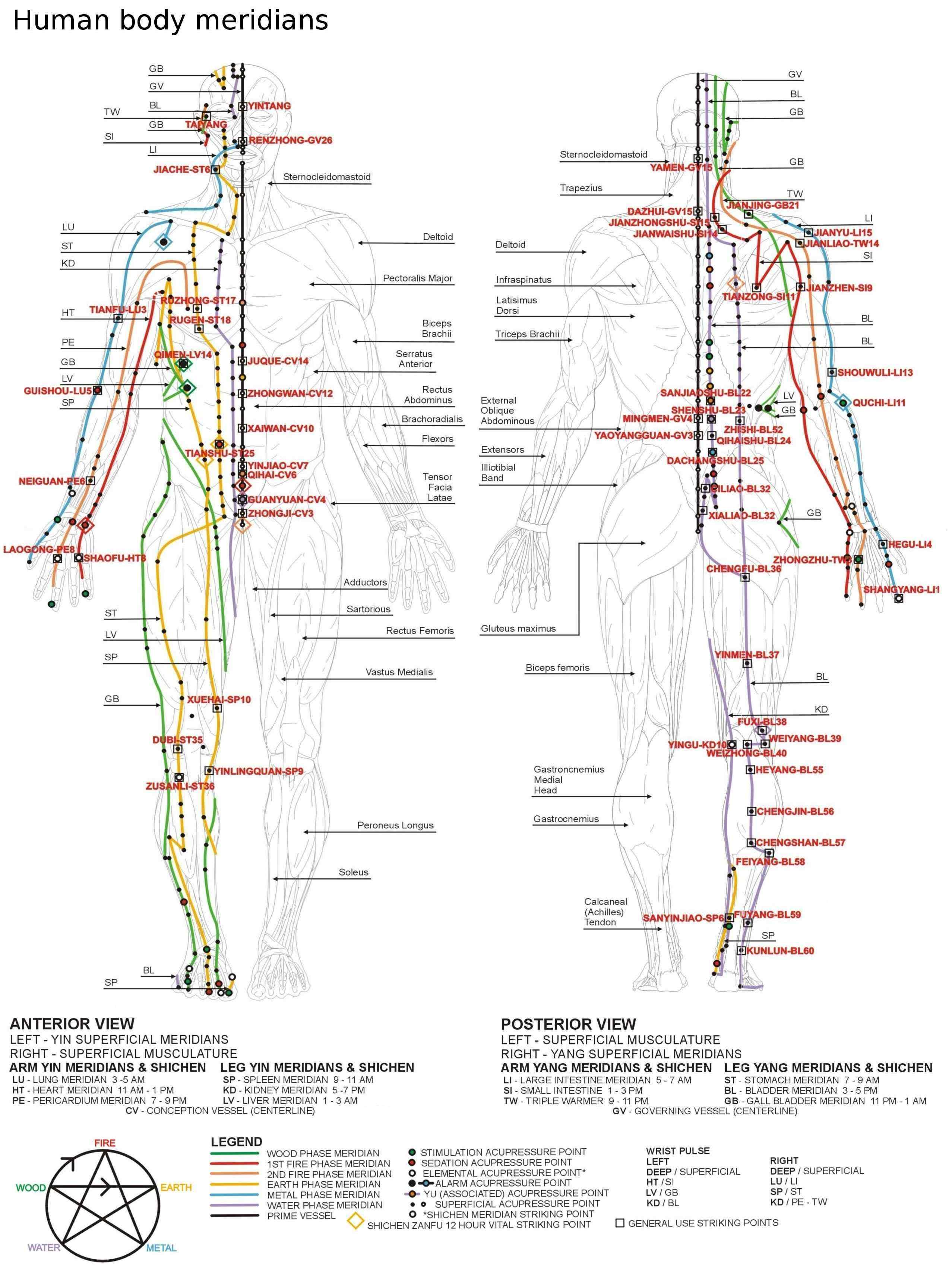
Mapa meridianów

Dim Mak (dotyk śmierci lub wibrująca dłoń/pięść) – rzekoma technika w sztukach walki polegająca na uśmierceniu przeciwnika przy pomocy pojedynczego dotknięcia, którego siła jest znacznie mniejsza niż fizycznie potrzebna do spowodowania zgonu. Nie ma naukowych dowodów na istnienie techniki Dim Mak.

## Historia
Koncepcja Dim Mak wywodzi się ze starożytnej chińskiej akupunktury. Opowieści i legendy o Dim Mak można znaleźć w literaturze chińskiej. Była ona opisywana jako sekretna technika atakowania meridianów, czyli kanałów, w których, według medycyny chińskiej, płynie energia qi. Według tych opowieści ofiara Dim Mak często umierała po dłuższym czasie, nawet po kilku latach od otrzymania ciosu.
Termin dotyk śmierci został spopularyzowany w latach 60. XX wieku przez Counta Dantego, ekscentrycznego amerykańskiego karatekę.
Po śmierci Bruce’a Lee pojawiły się spekulacje jakoby miał on być zabity właśnie przy użyciu techniki Dim Mak. Taką teorię po raz pierwszy przedstawiono w 1985 roku w amerykańskim magazynie Black Belt.

## Teorie naukowe
Z powodu braku wiarygodnych naukowych i historycznych dowodów, historie o dotyku śmierci są uznawane za miejską legendę.
Powstało kilka teorii naukowych próbujących wyjaśnić zjawisko dotyku śmierci. Najpopularniejsze z nich to:
- wstrząśnienie serca (łac. commotio cordis) – rzadko spotykany uraz klatki piersiowej, który może być powodem niewydolności serca bez śladów większych wewnętrznych obrażeń; często jest to efekt wypadków drogowych, ale także urazów podczas uprawiania sportów, np. sportów walki[4]
- urazowe rozwarstwienie tętnicy szyjnej – uszkodzenie tętnicy znajdującej się z boku szyi, może spowodować pęknięcie ściany tętnicy, a w konsekwencji prowadzić do udaru, częściowego paraliżu lub w skrajnych przypadkach – śmierci[5]
- inne obrażenia, jak np. wstrząśnienie mózgu

## W popkulturze
Dim Mak pojawia się w wielu filmach, między innymi: Krwawy sport, Przyczajony tygrys, ukryty smok, Człowiek, który gapił się na kozy, a także książkach Vineland Thomasa Pynchona, czy Inferno Dana Browna.
Podobne techniki zostały też ukazane w filmie Kill Bill (Pięć Punktów Dłoni Rozsadzających Serce), Kung Fu Panda (Palec Zagłady), Awatar: Legenda Aanga (Blokowanie Chi), Pocałunek smoka oraz w grze Sleeping Dogs. Wzmianka o dotyku śmierci pojawia się w odcinku serialu Simpsonowie pod tytułem Kiedy Flandersowie zawiedli. W jednej z części komiksu o Batmanie także pojawia się ta technika walki.